# Les Monts-Ronds
Les Monts-Ronds község Franciaország Burgundia-Franche-Comté régiójában, Doubs megyében. Új községként 2022. január 1-jén jött létre Mérey-sous-Montrond és Villers-sous-Montrond község egyesítésével. A két korábbi település delegált község státusszal az új község része lett. A korábbi községek egyesülésekor az új község lélekszáma 659 fő lett. Lakosainak száma 669 fő (2022. január 1.).

## Népesség
| Lakosok száma | 442  | 661  | 668  | 669  |
|               | 2019 | 2020 | 2021 | 2022 |